# IFA F9
O IFA F9, posteriormente rebatizado como EMW 309, é um sedã fabricado sob os auspícios dos estados da Rússia e da Alemanha Oriental entre 1949 ou 1950 e 1956. Foi inicialmente produzido em Zwickau na fábrica anteriormente pertencente à Auto Union. Em 1953, a produção foi transferida para a EMW, antiga fábrica da BMW em Eisenach sob o nome EMW 309 até 1956, onde seus fundamentos posteriormente encontraram seu caminho para o Wartburg 311.

## Origens

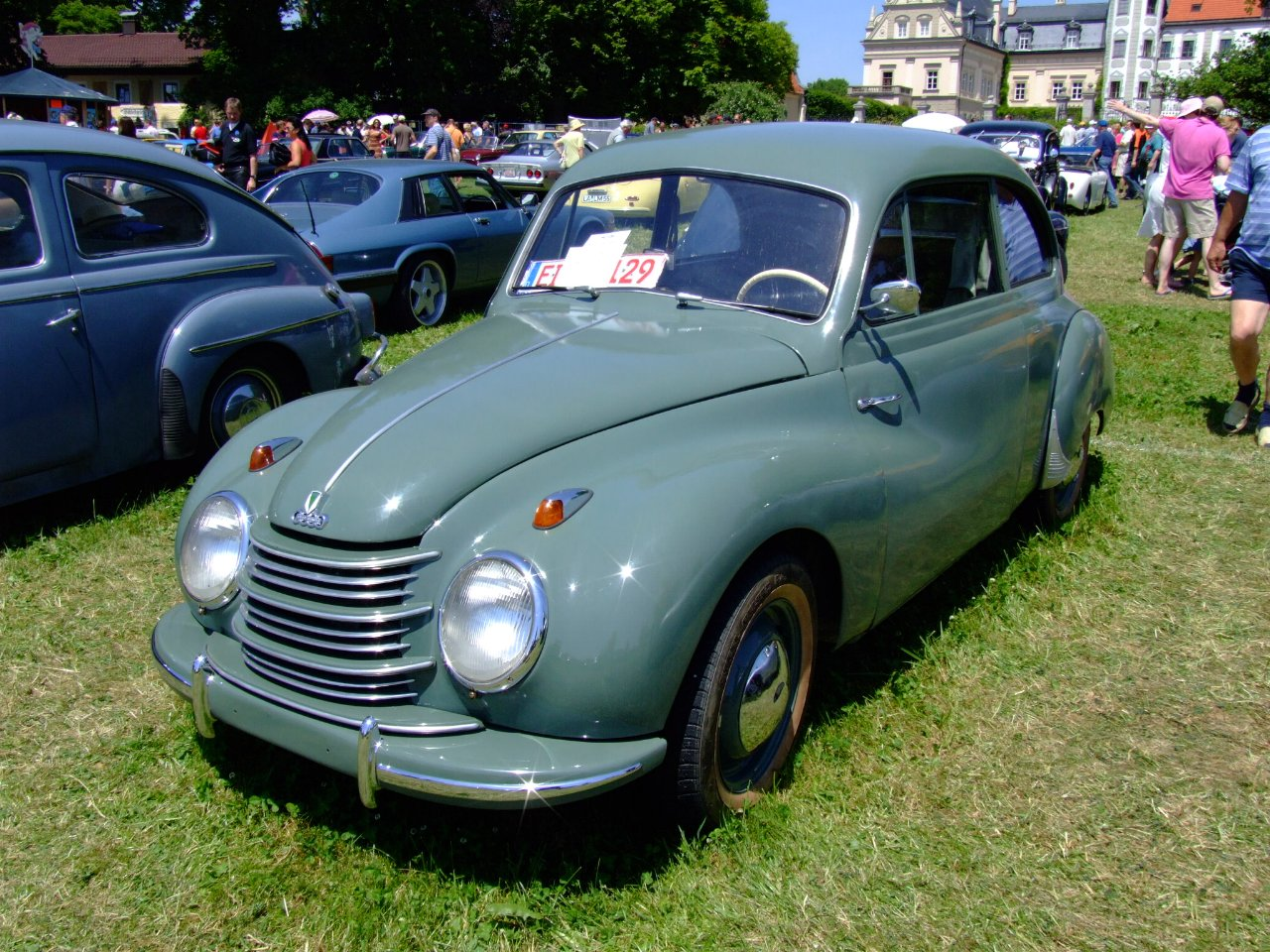
Enquanto a fábrica de Zwickau produzia o IFA F9, no oeste a Auto Union lançou o DKW F89 derivado do mesmo protótipo DKW F9 pré-guerra. Nesta fase, no entanto, o carro ocidental ainda era movido por um motor de dois cilindros de 684 cc.

Mecanicamente, o F9 derivou do DKW F8 que esteve disponível entre 1939 e 1942. A carroceria seguiu de perto o design do DKW F9, um protótipo com o qual a Auto Union teria substituído o F8 nas linhas de produção de Zwickau antes, se a Segunda Guerra Mundial não tivesse intervindo. Após a guerra, o primeiro carro montado em Zwickau foi o DKW F8 pré-guerra, mas o F9 mais moderno começou a aparecer em 1949 ou 1950 (as fontes divergem). A escassez de materiais provavelmente atrasou a introdução em ambos os estados alemães, mas o carro oriental chegou ao mercado antes do ocidental e certamente apresentava o motor de três cilindros do protótipo F9 de 1938 (em vez do motor de dois cilindros que estava em produção em série em 1942) pelo menos três anos antes da Auto Union em Düsseldorf instalá-lo em seu F91. O grupo ocidental, no entanto, tinha acesso às ferramentas originais da carroceria do F9, que haviam sido encomendadas antes da guerra e produzidas, mas não foram entregues a Zwickau nem desmanteladas, permanecendo nas instalações do fornecedor Allgaier em Uhingen, Baden-Württemberg.

## Carroceria

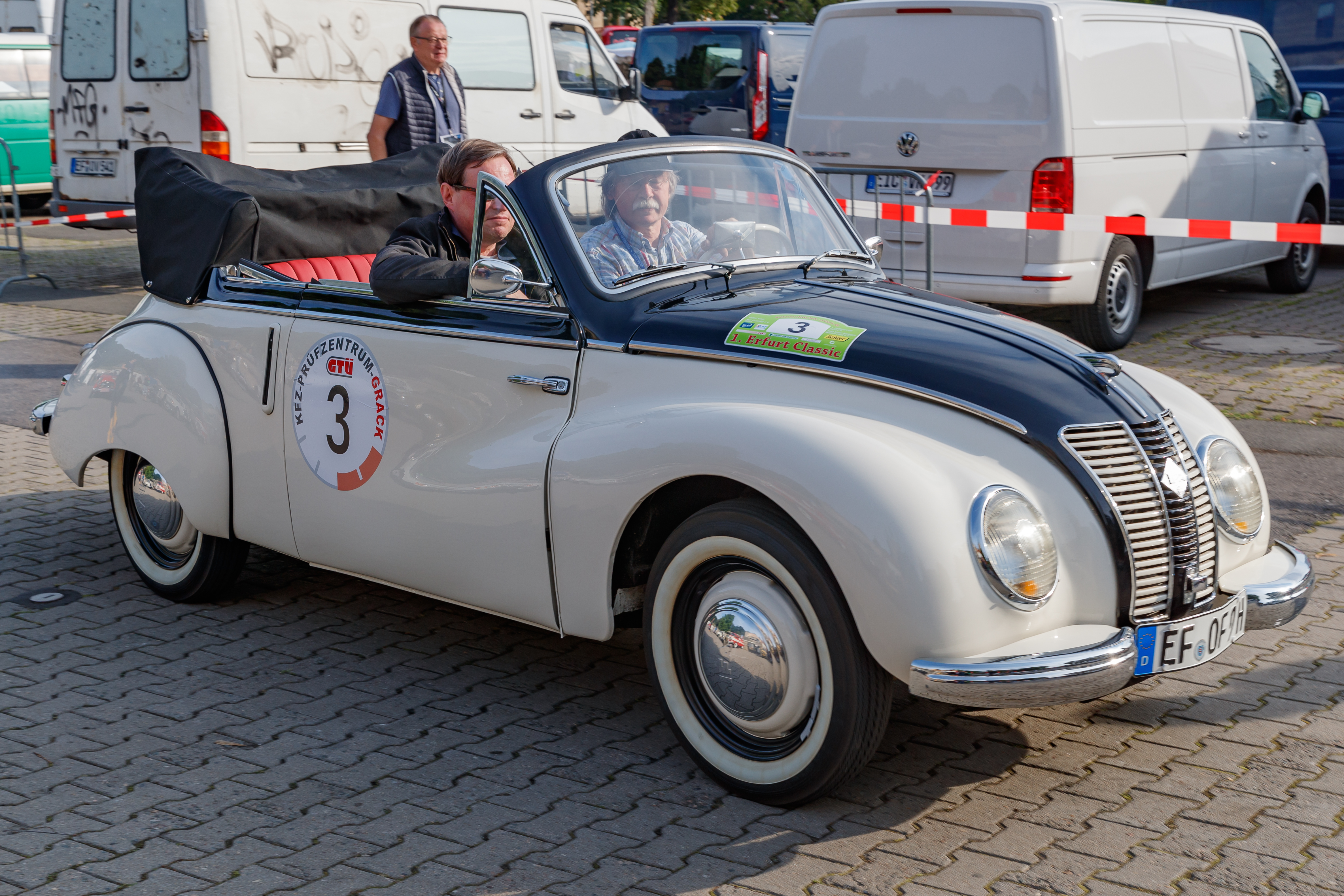
IFA F9 conversível

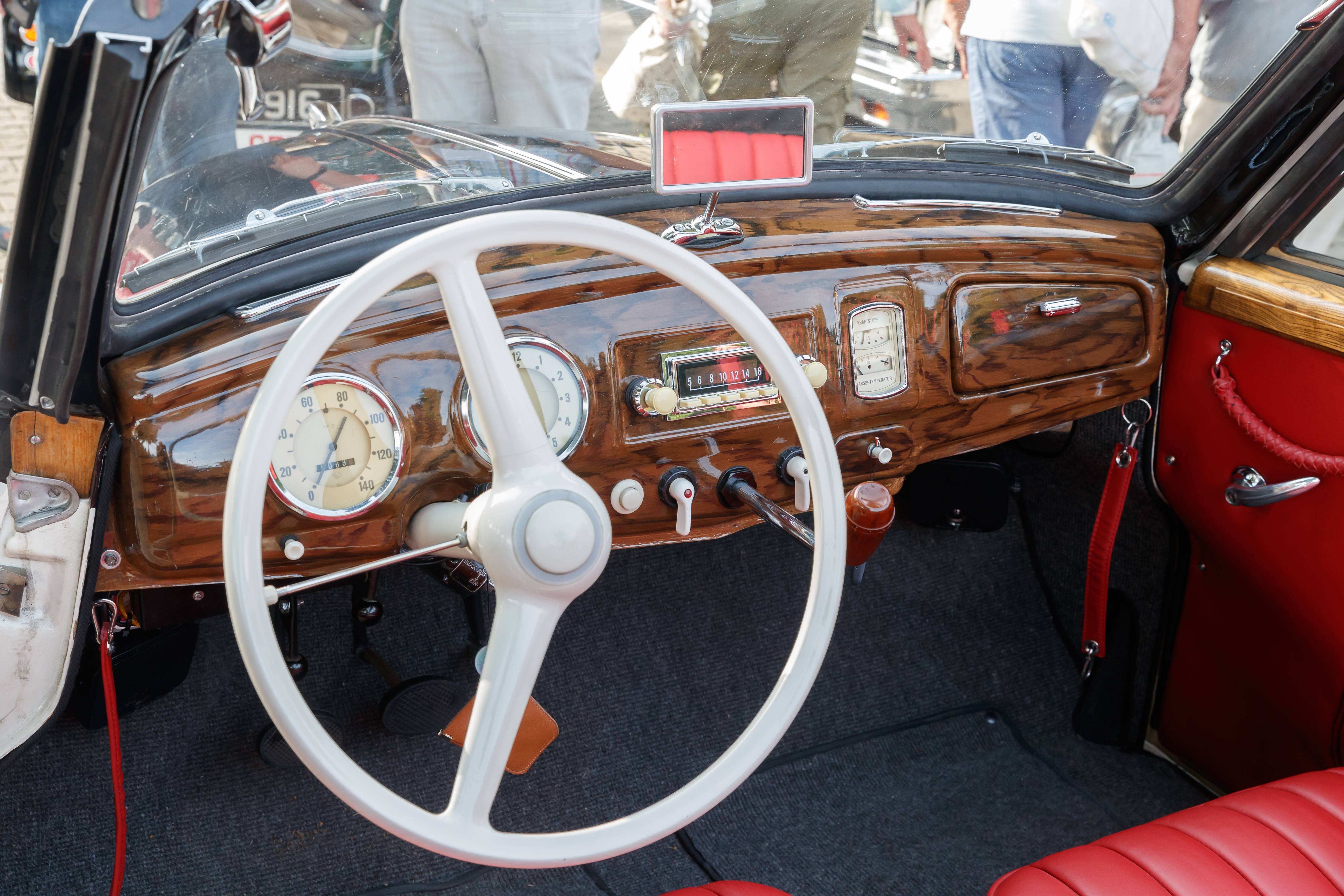
Interior do IFA F9 conversível

Os F9 sobreviventes parecem amplamente restritos a versões sedã, mas várias versões esportivas e conversíveis também foram produzidas. O aço para indústrias de consumo estava em falta em muitas partes da Europa durante esse período, e a construção da carroceria do F9 envolvia cada vez mais painéis de plástico, especialmente depois que a produção foi transferida para Eisenach em 1953.

## Dados técnicos
O F9 apresentava um motor de três cilindros em linha, dois tempos, refrigerado a água, de 910 cc, com uma potência declarada, no lançamento, de 28 cv. O motor era refrigerado a água, com o radiador localizado atrás do motor, uma configuração incomum, mas também encontrada no DKW F91. As rodas dianteiras eram acionadas por uma caixa de câmbio manual de quatro velocidades com roda livre.